# Prima Divisione Emilia-Romagna 1951-1952
La Prima Divisione fu il massimo campionato regionale di calcio disputato in Emilia-Romagna nella stagione 1951-1952.
Avendo deciso la FIGC col Lodo Barassi una radicale riforma dei campionati minori per la stagione successiva, questa edizione si differenziò dalle precedenti in quanto non mise in palio posti per il campionato interregionale, ma fu finalizzata a qualificare le società partecipanti: le migliori avrebbero avuto accesso al nuovo Campionato Regionale (detto di Promozione), mentre le altre squadre non ammesse sarebbero rimaste iscritte al declassato campionato di Prima Divisione.
Per quanto riguarda l'Emilia, nel quale si provvedette a cominciare ad allargare la categoria con un girone supplementare, fu garantito l'accesso al nuovo campionato regionale alle prime tre di ogni raggruppamento, come anche ad alcune delle migliori quarte a seconda del numero di retrocesse locali dalla Promozione della Lega Interregionale Centro.

## Girone A

### Squadre partecipanti
| Squadra               | Città (provincia)             | Stagione precedente |
| --------------------- | ----------------------------- | ------------------- |
| A.S. Brisighella      | Brisighella (RA)              |                     |
| F.C. Cattolica        | Cattolica (FO)                |                     |
| U.S. Cesenatico       | Cesenatico (FO)               |                     |
| Dop. Ferrovieri       | Rimini (FO)                   |                     |
| S.S. Gambettolese     | Gambettola (FO)               |                     |
| A.C. Riccione         | Riccione (FO)                 |                     |
| Robur                 | Faenza (RA)                   |                     |
| S.S. Sammaurese       | San Mauro Pascoli (FO)        |                     |
| A.C. Santa Sofia      | Santa Sofia (FO)              |                     |
| S.S. Savignanese      | Savignano sul Rubicone (FO)   |                     |
| A.S. Santarcangiolese | Santarcangelo di Romagna (FO) |                     |
| A.S. Vis Befio        | Forlì                         |                     |

### Classifica finale
|  | Pos. | Squadra         | Pt | G  | V | N | P  | GF | GS | DR  |
|  | ---- | --------------- | -- | -- | - | - | -- | -- | -- | --- |
|  | 1.   | ???             | ?? | 22 |   |   |    |    |    |     |
|  | 2.   | ???             | ?? | 22 |   |   |    |    |    |     |
|  | 3.   | ???             | ?? | 22 |   |   |    |    |    |     |
|  | 4.   | ???             | ?? | 22 |   |   |    |    |    |     |
|  | 5.   | ???             | ?? | 22 |   |   |    |    |    |     |
|  | 6.   | Cesenatico      | ?? | 22 |   |   |    |    |    |     |
|  | 7.   | ???             | ?? | 22 |   |   |    |    |    |     |
|  | 8.   | ???             | ?? | 22 |   |   |    |    |    |     |
|  | 9.   | ???             | ?? | 22 |   |   |    |    |    |     |
|  | 10.  | ???             | ?? | 22 |   |   |    |    |    |     |
|  | 11.  | Dop. Ferrovieri | 13 | 22 | 5 | 3 | 14 | 21 | 42 | -21 |
|  | 12.  | ???             | ?? | 22 |   |   |    |    |    |     |

Legenda:

      Ammesso alle finali per il titolo regionale.
  Ammesso alla nuova Promozione Regionale.
  Non iscritto la stagione successiva.
Regolamento:
Due punti a vittoria, uno a pareggio, zero a sconfitta.
Pari merito in caso di pari punti.
Note:
Cesenatico inattivo per la stagione successiva: ricomparirà nel 1953.

### Verdetti
- Sammaurese, Cattolica e Savignanese ammesse sul campo alla nuova Promozione Regionale.

## Girone B

### Squadre partecipanti
| Squadra                 | Città (provincia)             | Stagione precedente |
| ----------------------- | ----------------------------- | ------------------- |
| U.S. Alfonsinese        | Alfonsine (RA)                |                     |
| S.P. Argentana          | Argenta (FE)                  |                     |
| U.S. Bagnacavallese     | Bagnacavallo (RA)             |                     |
| Pol. Borgo Tossignano   | Borgo Tossignano (BO)         |                     |
| U.S. Castel Bolognese   | Castel Bolognese (RA)         |                     |
| A.S. Castelguelfo       | Castel Guelfo di Bologna (BO) |                     |
| U.S. Castel San Pietro  | Castel San Pietro Terme (BO)  |                     |
| U.S. Ballarin Cotignola | Cotignola (RA)                |                     |
| S.S. "Guido Buscaroli"  | Conselice (RA)                |                     |
| G.S. Imolese            | Imola (BO)                    |                     |
| A.C. Massalombarda      | Massa Lombarda (RA)           |                     |
| U.S. Mezzano            | Ravenna-Mezzano               |                     |

### Classifica finale
|  | Pos. | Squadra | Pt | G  | V | N | P | GF | GS | DR |
|  | ---- | ------- | -- | -- | - | - | - | -- | -- | -- |
|  | 1.   | ???     | ?? | 22 |   |   |   |    |    |    |
|  | 2.   | ???     | ?? | 22 |   |   |   |    |    |    |
|  | 3.   | ???     | ?? | 22 |   |   |   |    |    |    |
|  | 4.   | ???     | ?? | 22 |   |   |   |    |    |    |
|  | 5.   | ???     | ?? | 22 |   |   |   |    |    |    |
|  | 6.   | ???     | ?? | 22 |   |   |   |    |    |    |
|  | 7.   | ???     | ?? | 22 |   |   |   |    |    |    |
|  | 8.   | ???     | ?? | 22 |   |   |   |    |    |    |
|  | 9.   | ???     | ?? | 22 |   |   |   |    |    |    |
|  | 10.  | ???     | ?? | 22 |   |   |   |    |    |    |
|  | 11.  | ???     | ?? | 22 |   |   |   |    |    |    |
|  | 12.  | ???     | ?? | 22 |   |   |   |    |    |    |

Legenda:

      Ammesso alle finali per il titolo regionale.
  Ammesso alla nuova Promozione Regionale.
Regolamento:
Due punti a vittoria, uno a pareggio, zero a sconfitta.
Pari merito in caso di pari punti.

### Verdetti
- Bagnacavallese, Imolese, Cotignola, Massalombarda e Mezzano ammesse sul campo alla nuova Promozione Regionale.

## Girone C

### Squadre partecipanti
| Squadra                 | Città (provincia)         | Stagione precedente |
| ----------------------- | ------------------------- | ------------------- |
| U.S. Ancora             | Bologna                   |                     |
| U.S. Baricellese        | Baricella (BO)            |                     |
| U.S. Corticella         | Bologna-Corticella        |                     |
| A.C. DEMM Porretta      | Porretta Terme (BO)       |                     |
| S.G. Fortitudo          | Bologna                   |                     |
| Pol. Molinella          | Molinella (BO)            |                     |
| A.C. Panigal            | Bologna-Borgo Panigale    |                     |
| S.C. Progresso          | Castel Maggiore (BO)      |                     |
| A.C. Sangiorgese        | San Giorgio di Piano (BO) |                     |
| S.C. San Pietro         | San Pietro in Casale (BO) |                     |
| A.C. Sasso Marconi      | Sasso Marconi (BO)        |                     |
| S.S. C.R.A.L. Tranvieri | Bologna                   |                     |

### Classifica finale
|  | Pos. | Squadra     | Pt | G  | V  | N | P | GF | GS | DR  |
|  | ---- | ----------- | -- | -- | -- | - | - | -- | -- | --- |
|  | 1.   | Baricellese | 31 | 22 |    |   |   |    |    |     |
|  | 2.   | Molinella   | 29 | 22 | 12 | 5 | 5 | 44 | 26 | +18 |
|  | 3.   | ???         | ?? | 22 |    |   |   |    |    |     |
|  | 4.   | ???         | ?? | 22 |    |   |   |    |    |     |
|  | 5.   | ???         | ?? | 22 |    |   |   |    |    |     |
|  | 6.   | ???         | ?? | 22 |    |   |   |    |    |     |
|  | 7.   | ???         | ?? | 22 |    |   |   |    |    |     |
|  | 8.   | ???         | ?? | 22 |    |   |   |    |    |     |
|  | 9.   | ???         | ?? | 22 |    |   |   |    |    |     |
|  | 10.  | ???         | ?? | 22 |    |   |   |    |    |     |
|  | 11.  | ???         | ?? | 22 |    |   |   |    |    |     |
|  | 12.  | ???         | ?? | 22 |    |   |   |    |    |     |

Legenda:

      Ammesso alle finali per il titolo regionale.
  Ammesso alla nuova Promozione Regionale.
  Non iscritto la stagione successiva.
Regolamento:
Due punti a vittoria, uno a pareggio, zero a sconfitta.
Pari merito in caso di pari punti.
Note:
Baricellese fallita.

## Girone D

### Squadre partecipanti
| Squadra            | Città (provincia)              | Stagione precedente |
| ------------------ | ------------------------------ | ------------------- |
| A.S. Bruno Veloci  | Sant'Ilario d'Enza (RE)        |                     |
| A.S. Rubiera       | Rubiera (RE)                   |                     |
| Bazzano Sportiva   | Bazzano (BO)                   |                     |
| U.S. Mirandolese   | Mirandola (MO)                 |                     |
| Sassuolo Sportiva  | Sassuolo (MO)                  |                     |
| S.S. Vigor         | Pieve di Cento (BO)            |                     |
| A.S. Decima        | San Matteo della Decima (BO)   |                     |
| A.C. Persicetana   | San Giovanni in Persiceto (BO) |                     |
| Centese Calcio     | Cento (FE)                     |                     |
| U.S. Casumarese    | Casumaro (FE)                  |                     |
| Castelfranco F.C.  | Castelfranco Emilia (MO)       |                     |
| S.S. Mirabello     | Mirabello (FE)                 |                     |
| U.S. Scandianese   | Scandiano (RE)                 |                     |
| S.C. Nuovo Bologna | Bologna                        |                     |

### Classifica finale
|  | Pos. | Squadra       | Pt | G  | V  | N | P  | GF | GS | DR  |
|  | ---- | ------------- | -- | -- | -- | - | -- | -- | -- | --- |
|  | 1.   | Bruno Veloci  | 38 | 26 | 18 | 2 | 6  | 74 | 34 | +40 |
|  | 2.   | Rubiera       | 36 | 26 | 17 | 2 | 7  | 61 | 34 | +27 |
|  | 3.   | Bazzano       | 35 | 26 | 14 | 7 | 5  | 52 | 32 | +20 |
|  | 4.   | Mirandolese   | 33 | 26 | 14 | 5 | 7  | 52 | 31 | +21 |
|  | 5.   | Sassuolo      | 31 | 26 | 13 | 5 | 8  | 51 | 29 | +22 |
|  | 6.   | Vigor         | 31 | 26 | 12 | 7 | 7  | 38 | 32 | +6  |
|  | 7.   | Decima        | 29 | 26 | 12 | 5 | 9  | 50 | 49 | +1  |
|  | 8.   | Persicetana   | 28 | 26 | 12 | 4 | 10 | 38 | 35 | +3  |
|  | 9.   | Centese       | 23 | 26 | 8  | 7 | 11 | 27 | 33 | -6  |
|  | 10.  | Casumarese    | 23 | 26 | 9  | 5 | 12 | 38 | 49 | -11 |
|  | 11.  | Castelfranco  | 18 | 26 | 7  | 4 | 15 | 32 | 47 | -15 |
|  | 12.  | Mirabello     | 17 | 26 | 5  | 7 | 14 | 34 | 62 | -28 |
|  | 13.  | Scandianese   | 16 | 26 | 6  | 4 | 16 | 29 | 51 | -22 |
|  | 14.  | Nuovo Bologna | 6  | 26 | 2  | 2 | 22 | 27 | 85 | -58 |

Legenda:

      Ammesso alle finali per il titolo regionale.
  Ammesso alla nuova Promozione Regionale.
  Non iscritto la stagione successiva.
Regolamento:
Due punti a vittoria, uno a pareggio, zero a sconfitta.
Pari merito in caso di pari punti.
Note:
Rubiera e Bazzanese fallite e radiate.
Mirandolese ammessa alle qualificazioni delle quarte: andrà in Promozione.
Sassuolo ripescato in Promozione Regionale per vacanze d'organico.
Centese disciolta come prima squadra a fine stagione, tornerà nel 1956.

## Girone E

### Squadre partecipanti
| Squadra                | Città (provincia)          | Stagione precedente |
| ---------------------- | -------------------------- | ------------------- |
| E.N.A.L. Berra         | Berra (FE)                 |                     |
| U.S. Codigorese        | Codigoro (FE)              |                     |
| U.P. Copparese         | Copparo (FE)               |                     |
| A.C. Ferrara           | Ferrara                    |                     |
| U.S. "Francesco Ricci" | Goro (FE)                  |                     |
| S.S. Jolanda           | Jolanda di Savoia (FE)     |                     |
| A.C. Masi Torello      | Masi Torello (FE)          |                     |
| G.S. Mezzogorese       | Mezzogoro di Codigoro (FE) |                     |
| Pol. Poggese           | Poggio Renatico (FE)       |                     |
| U.S. Tamarese          | Tamara di Copparo (FE)     |                     |
| Tresigallo F.C.        | Tresigallo (FE)            |                     |

### Classifica finale
|  | Pos. | Squadra | Pt | G  | V | N | P | GF | GS | DR |
|  | ---- | ------- | -- | -- | - | - | - | -- | -- | -- |
|  | 1.   | ???     | ?? | 20 |   |   |   |    |    |    |
|  | 2.   | ???     | ?? | 20 |   |   |   |    |    |    |
|  | 3.   | ???     | ?? | 20 |   |   |   |    |    |    |
|  | 4.   | ???     | ?? | 20 |   |   |   |    |    |    |
|  | 5.   | ???     | ?? | 20 |   |   |   |    |    |    |
|  | 6.   | ???     | ?? | 20 |   |   |   |    |    |    |
|  | 7.   | ???     | ?? | 20 |   |   |   |    |    |    |
|  | 8.   | ???     | ?? | 20 |   |   |   |    |    |    |
|  | 9.   | ???     | ?? | 20 |   |   |   |    |    |    |
|  | 10.  | ???     | ?? | 20 |   |   |   |    |    |    |
|  | 11.  | ???     | ?? | 20 |   |   |   |    |    |    |

Legenda:

      Ammesso alle finali per il titolo regionale.
  Ammesso alla nuova Promozione Regionale.
Regolamento:
Due punti a vittoria, uno a pareggio, zero a sconfitta.
Pari merito in caso di pari punti.

### Verdetti
- Codigorese, Copparese, Ferrara e Tamarese ammesse sul campo alla nuova Promozione Regionale.

## Girone F

### Squadre partecipanti
| Squadra             | Città (provincia)              | Stagione precedente |
| ------------------- | ------------------------------ | ------------------- |
| A.C. Castelmassa    | Castelmassa (RO)               |                     |
| A.C. Colorno        | Colorno (PR)                   |                     |
| A.C. Concordia      | Concordia sulla Secchia (MO)   |                     |
| U.S. Governolese    | Governolo di Roncoferraro (MN) |                     |
| Novellara Sportiva  | Novellara (RE)                 |                     |
| Ostiglia F.B.C.     | Ostiglia (MN)                  |                     |
| U.S. Poggese        | Poggio Rusco (MN)              |                     |
| U.S. Quistellese    | Quistello (MN)                 |                     |
| U.S. Sambenedittina | San Benedetto Po (MN)          |                     |
| S.S. Sermide        | Sermide (MN)                   |                     |
| S.C. Sorbolo        | Sorbolo (PR)                   |                     |
| S.S. Sustinente     | Sustinente (MN)                |                     |
| A.C. Suzzara        | Suzzara (MN)                   |                     |

### Classifica finale
|  | Pos. | Squadra          | Pt | G  | V  | N | P  | GF | GS | DR  |
|  | ---- | ---------------- | -- | -- | -- | - | -- | -- | -- | --- |
|  | 1.   | Sorbolo          | 32 | 24 | 14 | 4 | 6  | 37 | 21 | +16 |
|  | 2.   | Suzzara          | 31 | 24 | 12 | 7 | 5  | 58 | 26 | +32 |
|  | 3.   | Concordia        | 29 | 24 | 12 | 5 | 7  | 41 | 26 | +15 |
|  | 5.   | Sermide          | 27 | 24 | 11 | 5 | 8  | 38 | 25 | +13 |
|  | 4.   | Sustinente       | 27 | 24 | 12 | 3 | 9  | 56 | 47 | +9  |
|  | 6.   | Novellara        | 27 | 24 | 11 | 5 | 8  | 47 | 42 | +5  |
|  | 7.   | Castelmassa      | 26 | 24 | 12 | 2 | 10 | 67 | 45 | +22 |
|  | 8.   | Poggese          | 26 | 24 | 11 | 4 | 9  | 46 | 32 | +14 |
|  | 9.   | Governolese      | 25 | 24 | 9  | 7 | 8  | 32 | 31 | +1  |
|  | 10.  | Ostiglia         | 22 | 24 | 9  | 4 | 11 | 38 | 48 | -10 |
|  | 11.  | Sambenedittina   | 14 | 24 | 4  | 6 | 14 | 28 | 55 | -27 |
|  | 12.  | Quistellese (-2) | 13 | 24 | 5  | 5 | 14 | 28 | 61 | -33 |
|  | 13.  | Colorno          | 11 | 24 | 5  | 1 | 18 | 31 | 88 | -57 |

Legenda:

      Ammesso alle finali per il titolo regionale.
  Ammesso alla nuova Promozione Regionale.
  Non iscritto la stagione successiva.
Regolamento:
Due punti a vittoria, uno a pareggio, zero a sconfitta.
Pari merito in caso di pari punti.
Note:
Quistellese ha scontato 2 punti di penalizzazione in classifica per due rinunce.

## Finali

### Titolo onorifico
Le sei vincitrici dei gironi si giocarono l'onorifico titolo regionale.

### Qualificazione
Le sei quarte si giocarono le qualificazioni.
L'esito delle qualificazioni dovette confrontarsi da regolamento con gli esiti del sovrastante campionato di Promozione, dal quale alla fine retrocessero 8 club emiliani più il Salsomaggiore, cosicché ben cinque delle sei quarte furono elette nel nuovo campionato. Numerosissimi casi di dissesto costrinsero tuttavia la Lega Regionale Emiliana a deliberare numerosi ripescaggi, tra cui quello del Sassuolo.

### Giornali
- Annuario degli Enti Federali e delle Società 1951-52, F.I.G.C. Roma (1952) conservato presso:
  - tutti i Comitati Regionali F.I.G.C.-L.N.D.:
  - la Lega Nazionale Professionisti;
  - la Biblioteca Nazionale Centrale di Firenze;
  - Biblioteca Nazionale Centrale di Roma.
- Archivio della Gazzetta dello Sport, stagione 1951-52, consultabile presso le Biblioteche:
  - Biblioteca Civica di Torino;
  - Biblioteca Nazionale Braidense di Milano,
  - Biblioteca Nazionale Centrale di Firenze,
  - Biblioteca Nazionale Centrale di Roma,
  - Biblioteca Civica Berio di Genova,
  - e presso Emeroteca del C.O.N.I. di Roma (non è online ma è da consultare in sede).
- Tuttosport, consultabile presso la Biblioteca Civica di Torino.
- Gazzetta di Mantova, stagione 1951-1952 - consultabile online.

### Libri
- Sassuolo nel pallone Carlo Alberto Giovanardi, Edizioni Artestampa.